# Lothar A. Braas
Lothar A. Braas ( 24 de enero de 1942 - † 5 de noviembre de 1995) fue un botánico alemán , estudioso de las orquídeas, habiendo al menos identificado y clasificado ochenta nuevas especies, las que publicaba habitualmente en : Die Orchidee (Hamburg); Orquideologia; Die Orchideen (Rudolf Schlechter).

## Algunas publicaciones
- 2005. Das Kiev-Mittelformathandbuch: Die Kameras. Vol. 1. Ed. M. R. Wiese, 167 pp. ISBN 3000147551

## Honores

### Eponimia
Género
- (Orchidaceae) Braasiella Braem, Lückel & Rüssmann[2]

Especies
- (Orchidaceae) Masdevallia braasii H.Mohr[3]
- La abreviatura «Braas» se emplea para indicar a Lothar A. Braas como autoridad en la descripción y clasificación científica de los vegetales.[4]